# ゼネラルプロダクツ
ゼネラルプロダクツ（GENERAL PRODUCTS）は、
- かつて大阪府に存在したSFや特撮、アニメ関連のグッズを製造・販売した専門店。1982年から1992年にかけて活動し、DAICON FILM（以下DAICON）と共にアニメ制作会社ガイナックスの母体となった。略称は「ゼネプロ」で、2.の開店以降は「旧ゼネプロ」とも称される。以下、これに由来。
- 鳥取県米子市にあるガイナックス公式グッズショップ。略称は「ゼネプロアルファー」で、以前は1.に対比して「新生ゼネプロ」とも称されていた。
- ガイナックスの公式通信販売サイト（ECサイト）の名称。かつての「GAINAX OFFICIAL SHOP GENERAL PRODUCTS」（ガイナックスオフィシャルショップ ゼネラルプロダクツ）は閉鎖され、その後2.に擬えて「ゼネプロツーハン」として運営された。

いずれも本項で記述する。

## 旧ゼネラルプロダクツ
ゼネラルプロダクツ（旧ゼネプロ、以下同じ）は、1982年2月14日に大阪で開店した。大学を中途退学した岡田斗司夫が親からの借金で開業し、当初は岡田の実家である有限会社おかだ刺繍の一部門であった。岡田は、1981年に開催された第20回日本SF大会「DAICON3」（ダイコン・スリー）の運営の中心人物であり、大会で販売したガレージキットが完売したことがヒントになっての起業であった。岡田と同様に、SFファン活動に入れあげて大学を中退した武田康廣がスタッフとして働いたり、DAICON3で知り合った大学生がガレージキットを製作するなど、大会運営時に培った人脈や技術を基盤にした。
特撮映画の模型や、キャラクターをあしらったTシャツなどSF、特撮関連の各種グッズ、DAICON FILM作品のビデオソフト、同人ゲームなどを取り扱っていた。正式に版権の許諾を得る形でガレージキットの市場を立ち上げて、ガレージキットの即売会ワンダーフェスティバル（以下ワンフェス）を1985年から主催していた。宣伝においても、アニメ雑誌『アニメック』では「ゼネプロ繁盛記」「ためになるゼネプロ講座」という連載記事を執筆して、無料で全国誌に広告を掲載。ライバルであるガレージキットメーカーの海洋堂に「ゼネプロはPR上手、商売上手」と言わしめた。1983年には、情報番組『ズームイン!!朝!』の取材を受けた。レポーターが店内や商品を紹介、店長の岡田も登場した。
自主映画制作のDAICON FILMは、自主映画『八岐之大蛇の逆襲』の制作資金が尽きるとゼネプロが出資するなど、関係は近いものの、一応は別組織であり、DAICON FILMは学生中心で運営されていた。プロとしての映像制作を模索し、ゼネプロから200万円の活動資金を受けた岡田と山賀博之がバンダイをスポンサーに見つけ、アニメ映画『王立宇宙軍 オネアミスの翼』を制作するためにアニメ制作会社のガイナックスが設立された。このとき同時にゼネプロもおかだ刺繍から独立化して株式会社化し、ガイナックスの社長には岡田が、ゼネプロの社長には武田が就いた。別会社にした理由は『王立宇宙軍 オネアミスの翼』制作後にガイナックスは解散させる予定だったからである。
東京で活動するガイナックスに対して、ゼネプロは大阪に残って桃谷に店舗を構えて拠点としていた。なお、大阪での店舗は開店当時の初代店舗と、手狭になったために移転した2代目店舗があった。2代目店舗には喫茶スペースが設けられ、ファン同士の交流の場となっていた。しかし、版権許諾やワンフェスのために頻繁に東京と行き来していたことから、1987年に東京・吉祥寺に移転。東京店の店長は後のガイナックスのプロデューサー佐藤裕紀が務めて、「てんちょ」のニックネームの由来ともなった。1989年には編集部門を備え、機動戦士ガンダム専門マンガ雑誌『サイバーコミックス』などを手がけるが失敗に終わり、その後は、ガレージキットの売れ行きもジリ貧となって直営店を閉店し、1992年1月に主催したワンフェスを最後に翌2月、活動を停止した。「自分たちは作品を作る会社であり、他社の版権を借りて商品を作るゼネプロは必要ない」というのが理由であった。武田らは完全にガイナックスに合流。ワンフェスの開催権と保持していたガレージキットの原型は、懇意にしていた海洋堂に譲渡された。
店名は、アメリカのSF作家ラリー・ニーヴンのSF小説『ノウンスペース』シリーズに登場する「パペッティア人」の「ゼネラル・プロダクツ」が由来。店名への使用にあたってはニーヴンの許可を得た。
既述の岡田、武田、佐藤の他、ガイナックス社長だった澤村武伺、玉谷純、岡田和美、植田正治ら後のガイナックスのメンバーが在籍。大阪時代には、小説家の大迫純一が店長を務めた他、漫画家の園田健一は大阪時代に商品開発のアルバイトをしていた。

### 日本最初のSF専門店
ゼネプロは「日本最初のSF専門店」とされることが多いが、岡田や武田が記しているようにゼネプロ以前にも、東京と大阪でスターログSHOPというSF専門店が開店していた（雑誌『スターログ日本版』と提携した店舗で1980年に開店。ラフォーレ原宿と阪急ファイブにあり、当時はまだ珍しかった海外から直輸入したSFグッズ類を主に扱っていた）。そのため、武田はゼネプロは「日本で成功した初のSF専門店」だとしている。

### 会員向けサービス
店名が、前述の通りパペッティア人のゼネラル・プロダクツに由来する関係で、会員制のクラブ名が『ノウンスペースクラブ』、会報名は『パペッティア通信』であった。会報の執筆者には、江川達也、庵野秀明、園田健一、眠田直らがいた。
付録として、映画『2001年宇宙の旅』に出てきた「スペースポッド」や、ロバート・A・ハインラインのSF小説『宇宙の戦士』（早川書房刊）の表紙絵に描かれた「パワードスーツ」などの精密なペーパークラフトがあった。
また、会員向けに、当時貴重であった「特撮系テレビドラマのダビングテープ」を販売していたこともあったが、これは違法であったことから早々に販売は中止された。
さらに、アニメ・特撮ソングなどの替え歌集の同人誌「よい子の匪歌集（ヒカシュー）」をはじめとして、いくつかの同人誌を発行・販売している。ただし、「よい子の匪歌集」は販売前後に回収騒ぎがあり、比較的早い時期に絶版となっている。

## ゼネプロアルファー
ゼネプロアルファーは、2012年10月19日に「かつてのゼネプロの復活」と銘打って鳥取県米子市に開店したガイナックス公式グッズショップ・SF専門店。ガイナックス公式ショップは当店が唯一である。略称の「ゼネプロアルファー」は、入居先のビル「アルファビル」とギリシア文字の「α」に由来する。
当初より旧ゼネプロのコンセプトを引き継いでおり、SFグッズの企画・開発拠点にもなっている。

### 店舗概要
- 所在地 - 米子市角盤町1-27-6 アルファビル2F（米子髙島屋東館の隣）
- 営業時間 - 11:00～20:00
- 定休日 - 毎週水曜日・木曜日

### 沿革
- 2012年10月19日 - 米子市に開店。当時は水曜日が定休日だった。
- 2013年3月1日 - ホームページ開設。新略称が「ゼネプロアルファー」となる。木曜日が「作戦会議」として定休日に追加される。
- 2014年5月18日 - 一時閉店。
- 2015年4月4日 - 土、日、祝祭日のみ営業としてリニューアルオープン。

## ゼネプロツーハン
2010年秋から「GAINAX OFFICIAL SHOP GENERAL PRODUCTS」として通販サイトが運営されていたが、2013年2月28日にリニューアルのため閉鎖された。
2013年4月15日に「ゼネプロツーハン」としてリニューアルオープン。これに伴い、ドメイン名がガイナックスの「gainax.co.jp」（FQDN：www2.gainax.co.jp）からゼネプロアルファーの「general-products.net」（FQDN：2han.general-products.net）に変更された。
旧ゼネプロ・ゼネプロアルファー・旧通販サイト（いずれも正式名称は「ゼネラルプロダクツ」）と異なり、「ゼネプロツーハン」が正式名称。
2014年4月末で閉鎖され、同年8月にYahoo!ショッピングにて「ゼネプロα Online」が開店。